# سایوز تی‌ام‌ای-۷
سایوز-تی‌ام‌ای-۷ (به روسی: Союз )(به معنای اتحاد) یک مأموریت سرنشین دار سازمان ملی فضانوردی روسیه به سمت ایستگاه فضایی بین‌المللی محسوب می‌شود. در طول این مأموریت ۱ فضاپیمای پشتیبانی پروگرس به ایستگاه متصل شد.

همچنین فضاپیمای این مأموریت وظیفه ارسال و بازگرداندن فضانوردان گروه اعزامی ۱۲ را نیز بر عهده داشت.

## خدمه مأموریت
| شماره | نام              | ملیت                | تعداد پرواز | نقش عملیاتی  | تصویر |
| 1     | والری توکارف     | روسیه               | ۲           | فرمانده      |       |
| 2     | ویلیام اس مک‌آرتر | ایالات متحده آمریکا | ۴           | مهندس پرواز  |       |
| 3     | گرگوری اولسن     | ایالات متحده آمریکا | ۱           | گردشگر فضایی |       |

## نگارخانه

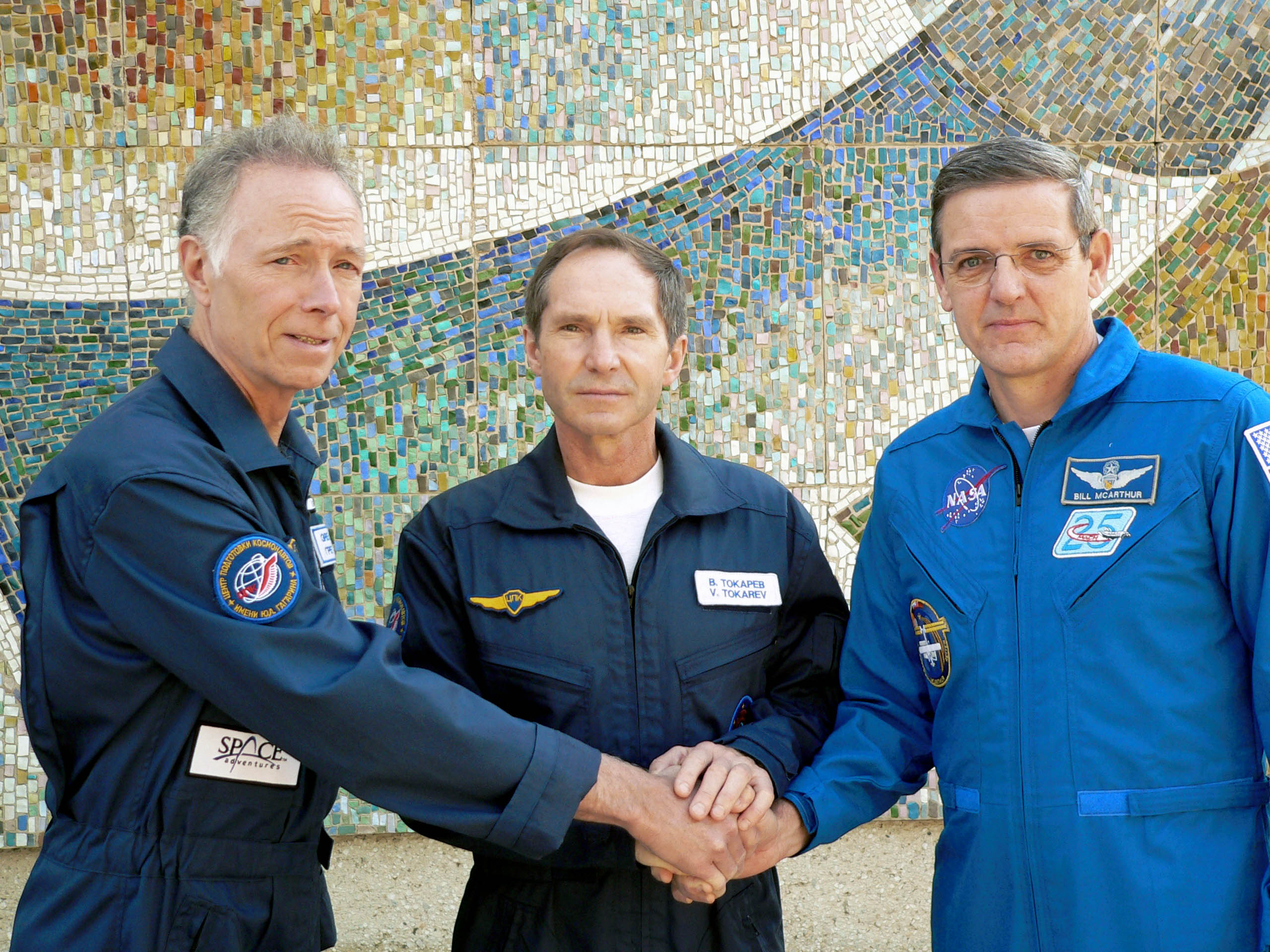
فضانوردان تی‌ام‌ای-۷
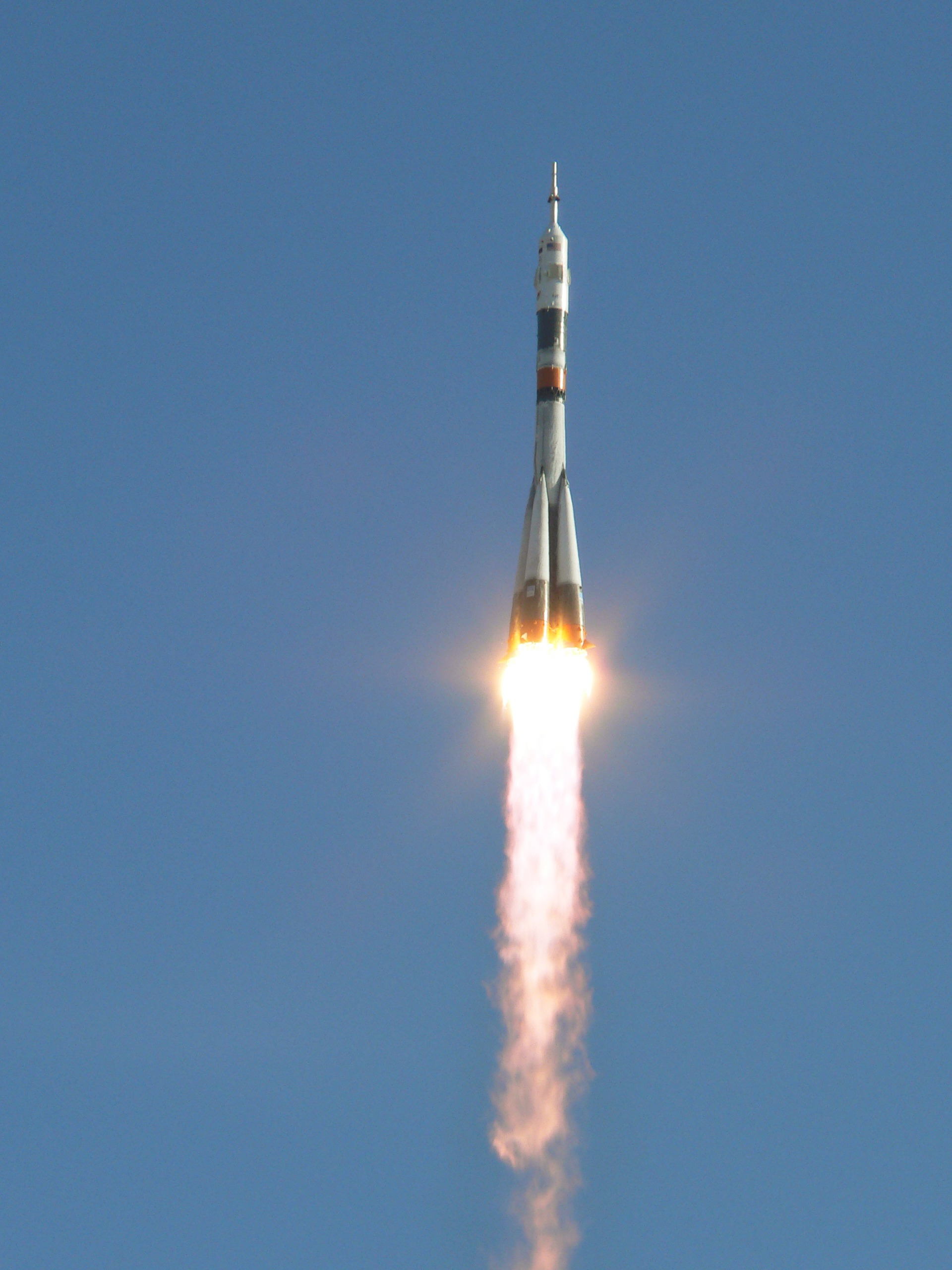
پرتاب تی‌ام‌ای-۷
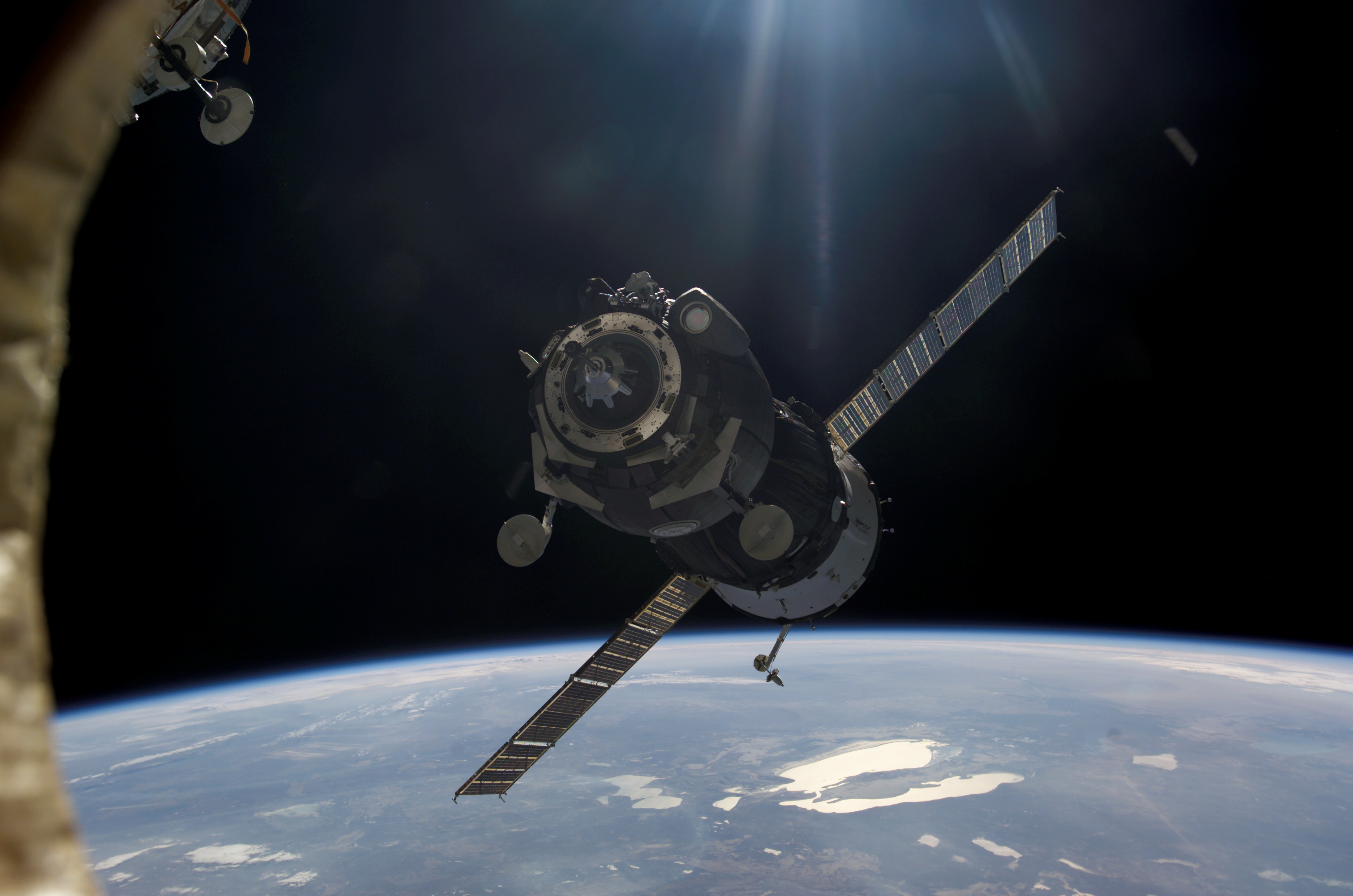
تی‌ام‌ای-۷ در تلاش برای پهلوگیری ایستگاه
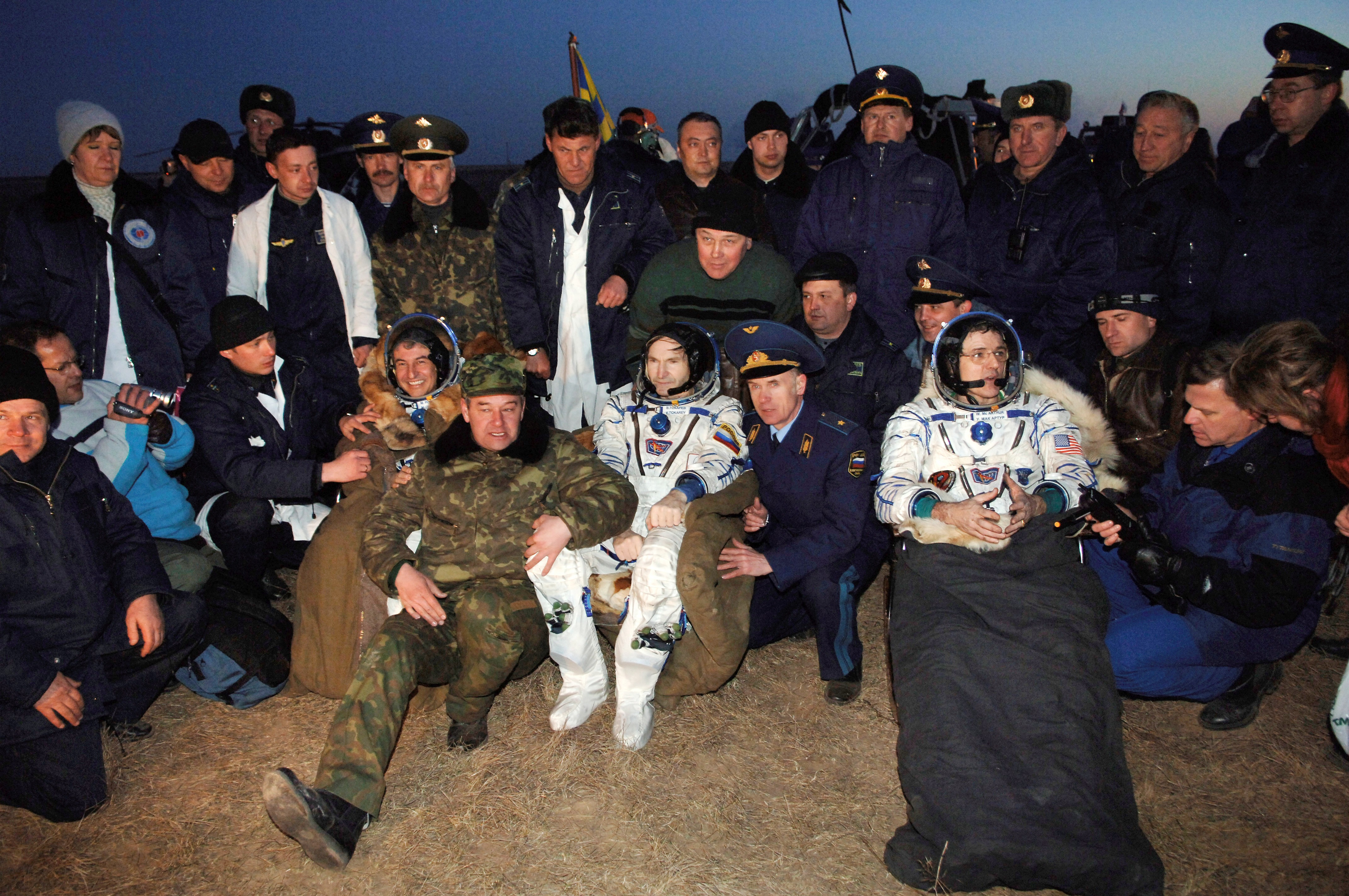
فضانوردان تی‌ام‌ای-۷ پس از فرود